# Agustín García Ureta
Agustín María García Ureta (Bilbao, es un catedrático de Derecho Administrativo de la Universidad del País Vasco.

## Biografía
Agustín García Ureta nació en Bilbao. Se licenció en Derecho en la Universidad de Deusto en 1988.
Hizo estudios europeos en la Universidad de Exeter de Reino Unido y se doctoró en la misma universidad en 1992 con la tesis "The implementation of the environmental impact assessment Directive in the United Kingdom (England and Wales) and Spain.".
Actualmente, desde 2008, es catedrático de Derecho Administrativo en la Universidad del País Vasco y miembro del consejo editrorial de Water Law (Oxford), y desde 2008 es miembro del Consejo académico del despacho de abogados Gómez-Acebo & Pombo.

## Publicaciones
Entre sus publicaciones están:
- Temas de derecho administrativo, Gomylex, 2014.
- Derecho de la Unión Europea: parte general, Marcial Pons, 2013.
- Derecho europeo de la biodiversidad: aves silvestres, hábitats y especies de flora y fauna, Iustel, 2010
- La potestad inspectora en el derecho comunitario: fundamentos, sectores de actuación y límites, Iustel, 2008.
- El domicilio y su régimen jurídico, Lete, 2007
- La potestad inspectora de las administraciones públicas, Marcial Pons, 2006.
- Régimen de prevención y control integrados de la contaminación, 2004.
- La Comisión Arbitral del País Vasco: régimen jurídico y resoluciones (1999-2002), Instituto Vasco de Administración Pública, 2003.
- Procedimiento administrativo y derecho comunitario: silencio administrativo, nulidad y anulabilidad de los actos en la Ley 30/1992, Instituto Vasco de Administración Pública, 2002.
- Protección de hábitats y de especies de flora y fauna en derecho comunitario europeo: directivas 79/409 y 92/43, Instituto Vasco de Administración Pública, 1997.
- Marco jurídico del procedimiento de evaluación de impacto ambiental: el contexto comunitario y estatal, Instituto Vasco de Administración Pública, 1994.